# Carlos Mario Alzate Urquijo
 (janvier 2019).
Si vous disposez d'ouvrages ou d'articles de référence ou si vous connaissez des sites web de qualité traitant du thème abordé ici, merci de compléter l'article en donnant les références utiles à sa vérifiabilité et en les liant à la section « Notes et références ».
Carlos Mario Alzate est un des sicarios les plus importants de Pablo Escobar, au même titre que La Quica. 

## Biographie
Il est réputé comme étant la porte d’accès à Pablo Escobar. Né dans une famille pauvre noire et immigrée d’Afrique, Carlos Alzate ne met pas longtemps à tomber dans le banditisme et, dès son adolescence, il se procure une arme à feu (qu’il gardera jusqu'à son emprisonnement en 1991 à la Catedral). Il rejoint Pablo Escobar dès les débuts de ce dernier. « Blackie » s’occupe de la sécurité de Pablo Escobar.
Il fait ses faits d’arme en organisant les attentats contre le centre commercial de Bogota en 1993, organisant les explosions contre les pharmacies des frères Rodriguez-Orejuela en 1992/1993, il tue près de 3000 civils dans de nombreux attentats. Il est le sicario le plus proche de Pablo Escobar pendant longtemps. Sa famille est tuée par le groupe terroriste anti Escobar Los Pepes.
Il aide beaucoup la population des bidonvilles en offrant emplois, logements et sécurité contre la police. Il est surnommé dans les bidonvilles colombiens comme le sicario doré. Il est capturé par la police nationale alors qu’il aide la famille Escobar à se cacher des Pepes.